# Bourg-des-Comptes
Bourg-des-Comptes (bretonisch: Gwikomm; Gallo: Bórg-Cons) ist eine französische Gemeinde mit 3.388 Einwohnern (Stand: 1. Januar 2022) im Département Ille-et-Vilaine in der Region Bretagne. Bourg-des-Comptes gehört zum Arrondissement Redon und ist Teil des Kantons Guichen. Die Einwohner werden Bourgcomptois genannt.

## Geografie
Bourg-des-Comptes liegt etwa 26 Kilometer südsüdwestlich von Rennes. Der Semnon bildet die südliche Gemeindegrenze, die Vilaine die westliche Gemeindegrenze. Umgeben wird Bourg-des-Comptes von den Nachbargemeinden Laillé im Norden, Crevin im Osten und Nordosten, Poligné im Südosten, Pléchâtel im Süden, Saint-Senoux im Westen und Südwesten sowie Guichen im Westen und Nordwesten.
Der Bahnhof „Guichen-Bourg des Comptes“ (Bahnstrecke Rennes–Redon) liegt am gegenüberliegenden Flussufer der Vilaine, im Gebiet von Guichen.

## Bevölkerung
| Jahr      | 1962  | 1968  | 1975  | 1982  | 1990  | 1999  | 2006  | 2017  |
| --------- | ----- | ----- | ----- | ----- | ----- | ----- | ----- | ----- |
| Einwohner | 1.039 | 1.071 | 1.214 | 1.463 | 1.727 | 2.007 | 2.184 | 3.264 |

## Sehenswürdigkeiten
- Menhir Gargantuas Zahn
- Kirche Notre-Dame, 1851 erbaut
- Schloss Le Boschet, 1660 bis 1680 erbaut, seit 1969 Monument historique
- Mehrere Herrenhäuser Provotières, Gouverdière, Rivière Chereil und Réauté

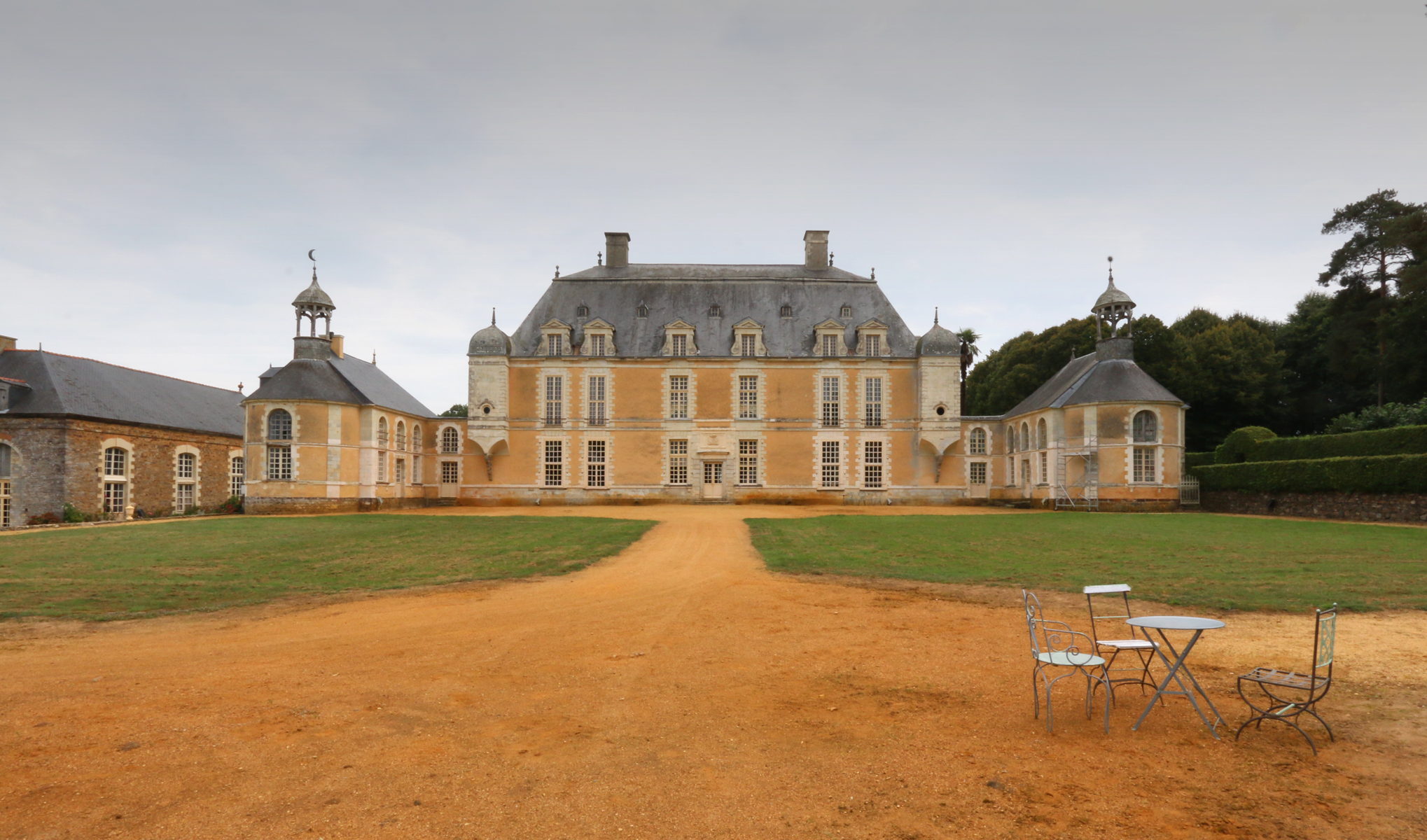
Schloss Le Boschet

## Persönlichkeiten
- Godefroy Brossay-Saint-Marc (1803–1878), Erzbischof von Rennes, Kardinal
- Jacques Rossignol (1945–2001), Fußballspieler